# Estońscy posłowie do Parlamentu Europejskiego 2024–2029
Estońscy posłowie X kadencji do Parlamentu Europejskiego zostali wybrani w wyborach przeprowadzonych 9 czerwca 2024 (przy czym od 3 do 8 czerwca odbywało się głosowanie elektroniczne), w których wyłoniono 7 poseł do Parlamentu Europejskiego.

## Posłowie według list wyborczych
Isamaa
- Jüri Ratas
- Riho Terras

Partia Socjaldemokratyczna
- Marina Kaljurand
- Sven Mikser

Estońska Partia Reform
- Urmas Paet

Estońska Konserwatywna Partia Ludowa
- Jaak Madison

Estońska Partia Centrum
- Jana Toom[2]